# Alles ist gut gegangen
Alles ist gut gegangen (Originaltitel: Tout s’est bien passé, englischsprachiger Festivaltitel: Everything Went Fine) ist ein französischer Spielfilm von François Ozon aus dem Jahr 2021. Die Tragikomödie über das Thema Freitodbegleitung basiert auf den gleichnamigen, autobiografischen Erinnerungen von Emmanuèle Bernheim. In der Hauptrolle ist Sophie Marceau als Schriftstellerin mit blühendem Privat- und Berufsleben zu sehen, die von ihrem unkonventionellen Vater (dargestellt von André Dussollier) gebeten wird, ihm zu helfen, sein Leben zu beenden. Der Stoff hätte bereits zuvor von Alain Cavalier verfilmt werden sollen.
Der Film wurde am 7. Juli 2021 im Wettbewerb der 74. Internationalen Filmfestspiele von Cannes uraufgeführt. Der Film kam am 22. September 2021 in die französischen Kinos. Der Kinostart in Deutschland war am 14. April 2022.

## Handlung
Der Vater der bekannten Schriftstellerin Emmanuèle wird nach einem Schlaganfall ins Krankenhaus eingeliefert. Hatte der 85-Jährige André zuvor vor Energie und Neugierde gestrotzt, ist er nach seiner Erkrankung halbseitig gelähmt und auf die Hilfe anderer angewiesen. Kurz nachdem er sich wieder äußern kann, sagt er gegenüber Emmanuèle, dass er „Schluss machen möchte“. Sie versteht das richtig, dass er einen assistierten Suizid begehen will. Es stellt sich nach kurzer Zeit heraus, dass nur Emmanuèle diesen Wunsch erfüllen könne und nicht ihre Schwester Pascale oder andere Bekannte. Mit Andrés Ex-Liebhaber Gérard ist die Familie zerstritten, da er ein Jahr zuvor Andrés Kniescheiben zertrümmert hat.
André fragt Emmanuèle direkt, ob sie sich über die Möglichkeiten eines assistierten Suizids informiert hat. Das muss sie verneinen, da sie das Thema verdrängt hat. Sie hatte gehofft, dass es sich erledigt, indem André sich umentscheidet. Daraufhin recherchiert sie im Internet. Assistierter Suizid ist in Frankreich nicht möglich und die Lösung wäre über einen Sterbehilfeverein in der Schweiz. Als Emmanuèle André davon erzählt, freut er sich. Emmanuèle nimmt Kontakt zu dem Verein auf und macht einen Termin für den 12. Dezember aus, an dem sie sich persönlich in Paris treffen. Emmanuèle organisiert derweil die nötigen Unterlagen und wird von Pascale unterstützt.
André erzählt auch anderen Personen von seinem Sterbewunsch. Um unangenehmen Nachfragen auszuweichen, erzählt er Lügengeschichten, etwa dass seine Töchter ihn zum Tod drängen würden. Dies bringt Emmanuèle und Pascale in Erklärungsnöte und juristische Schwierigkeiten. Der Anwalt rät nun dazu, dass die Töchter ihren Vater nicht in die Schweiz begleiten, damit jeglicher Verdacht einer strafbaren Handlung unterbunden wird. Daraufhin machen sie einen Termin für Anfang April aus. Allerdings spielt der Sohn von Pascale Mitte April ein Konzert, welches André doch noch miterleben will. Emmanuèle hofft schon, dass das ganze Vorhaben verworfen wird. André drängt aber sofort auf einen neuen Termin Ende April, was Emmanuèle organisiert. Am Ende vom Konzert nickt André kurz ein.
Einen Tag vor der Fahrt in die Schweiz will André noch ein letztes Mal in seinem Lieblingsrestaurant essen. Anfragen auf ein Wiedersehen mit Bekannten weicht er aus. Für die Fahrt in die Schweiz wurde ein Krankentransport gebucht. Kurz vor der Fahrt will die Polizei beide Schwestern vernehmen, da sie jemand dort angezeigt hat. Sie gehen davon aus, dass es Gérard war. Um Komplikationen zu vermeiden, wird André zunächst in die Wohnung von Emmanuèle gebracht. Bei der Polizei sagen die Schwestern übereinstimmend die Wahrheit und werden danach freigelassen. Die Fahrt von André in die Schweiz beginnt, nachdem sich seine Töchter von ihm verabschiedet haben. Emmanuèle warnt ihren Vater noch davor, den Fahrern von seinem Ziel zu erzählen. Bei einem Halt in der Schweiz erfahren diese doch davon und diskutieren, ob sie André weiterfahren. Emmanuèle und Pascale warten daheim auf Informationen von ihrem Vater. Die Ansprechperson vom Sterbehilfeverein ruft an und sagt, dass alles gutgegangen sei.

### Literaturvorlage

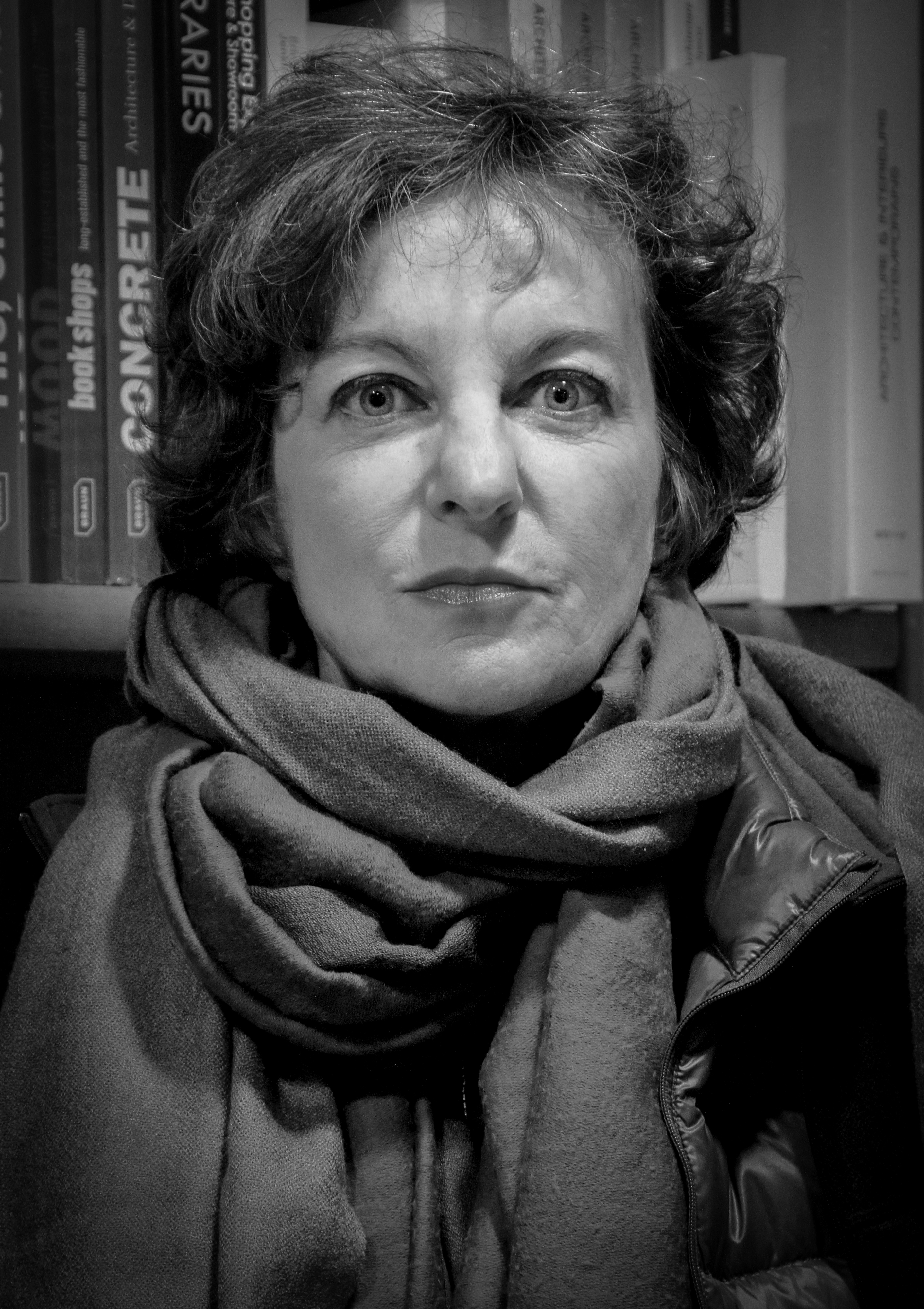
Emmanuèle Bernheim (2013)

### Spielfilmumsetzung durch Ozon

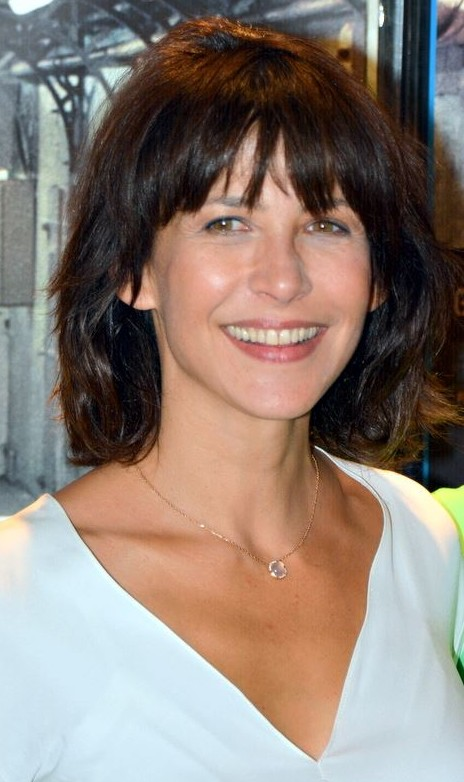
Sophie Marceau (2016)

## Entstehungsgeschichte